# جين كان
جين كان (بالإنجليزية: Gene Kan)‏ هو عالم حاسوب ومبرمج ومهندس بريطاني، ولد في 6 سبتمبر 1976، وتوفي في 29 يونيو 2002 بسبب إصابة بعيار ناري.